# Robert van Anjou
Robert van Anjou (Italiaans: Roberto d'Angiò), ook wel Robert de Wijze genoemd (Italiaans: Roberto il Saggio; 1275 – 20 januari 1343), was koning van Napels, titulair koning van Jeruzalem en graaf van Provence en Forcalquier van 1309 tot 1343, en de centrale figuur van de Italiaanse politiek van zijn tijd. Hij was de derde zoon van koning Karel II van Napels en Maria van Hongarije, en droeg zolang zijn vader in leven was de titel hertog van Calabrië (1296-1309).

## Biografie
Zijn grootvader Karel I van Anjou, werd na de Slag bij Benevento (1266) koning van Zuid-Italië. Na de tegen zijn grootvader gerichte Siciliaanse Vespers van 1282 was de toen zevenjarige Robert een gijzelaar van Peter III van Aragón, zijn grootvaders vijand. Karel I behield enkel nog het koninkrijk Napels. Toen drie jaar later (1285) zijn grootvader op 59-jarige leeftijd kwam te sterven bij Foggia in Italië werd zijn vader (die toentertijd een gijzelaar was) Karel II koning van Napels. Zijn vader Karel II werd in 1288 vrijgelaten, na het betalen van losgeld. Roberts broer, Karel Martel van Anjou stierf in 1295 aan de pest. Zijn andere broer Lodewijk zag van zijn aanspraken op de troon af (hij had zich aangesloten bij de spiritualen, de radicale stroming binnen de Orde van de Franciscanen die de armoederegel van Franciscus van Assisi strikt wilde navolgen), en stierf in 1297 als bisschop van Toulouse.
In 1295 werd Robert vrijgelaten. Teneinde ook de kroon van het naburige koninkrijk Sicilië te verwerven, trouwde Robert hetzelfde jaar met Jolanda, de zus van koning Jacobus I van Sicilië, en beloofde Jacobus om af te zien van zijn aanspraken op Sicilië. De Siciliaanse edelen weigerden hem echter te erkennen en verkozen daarop Jacobus' broer en Roberts zwager, Frederik II, tot koning van Sicilië. De oorlog bleef aldus aanslepen en met de Vrede van Caltabellotta (1302) zagen Robert en het huis Anjou-Sicilië hun aanspraken op Sicilië voor eeuwig verloren gaan, waardoor hun grondgebied beperkt bleef tot het zuiden van het Italische schiereiland.
Zijn vader stierf in 1309. Roberts neef Karel I Robert van Hongarije, zoon van zijn broer Karel Martel, had evenveel recht om opvolger te worden, maar hij was te veel in beslag genomen met zijn poging om de Hongaarse kroon te bemachtigen (waarin hij in 1310 slaagde) en zou daarom zijn aanspraken op de troon van Napels niet doen gelden. Robert werd erfgenaam als naaste bloedverwant.
Intussen had de Franse paus Clemens V zich gevestigd in Roberts graafschap Provence, in Avignon. Robert werd hiermee beschermheer van de paus. Hij werd pauselijk vicaris in Romagna en Toscane en kwam tussenbeide in de oorlog tussen de facties in Florence. Hij kreeg de heerschappij over de stad aangeboden, maar gaf deze weer op na verzet vanwege Clemens V.
Sinds 1254 was er geen koning van Italië meer en was het land verdeeld in Welfen (anti-keizer] en Ghibellijnen (pro-keizer). De Duitse koning Hendrik VII had de ambitie om het Heilige Roomse Rijk te herstellen. In 1311 liet hij zich in Milaan tot koning van Italië kronen en een jaar later in Rome tot keizer. Koning Filips IV van Frankrijk zag dit met lede ogen aan en stelde Robert aan als leider van de Welfen. Reactie bleef niet uit en keizer Hendrik organiseerde een strafexpeditie richting Napels. Gelukkig voor Robert stierf keizer Hendrik aan malaria en ging de expeditie niet door. Na Hendriks dood leek het er door de reactie van de Welfen tegen de leiders van de Ghibellijnen in Noord-Italië, Matteo Visconti en Cangrande della Scala, er even op dat Robert zou uitgroeien tot arbiter van Italië. Reeds heerser over uitgestrekte bezittingen in Piëmont nam Roberts prestige verder toe toen hij in 1317 door de paus tot senator van Rome werd benoemd en hij heer van Genua (1318-1334) en Brescia (1319) werd en vanaf 1317 de klinkende pauselijke titel mocht voeren van vicaris-generaal van heel Italië, tijdens de afwezigheid van de Rooms-Duitse keizer in Italië, vacante imperio.
In 1328 vocht hij tegen een andere keizer die het had gewaagd in Italië komen, met name Lodewijk IV van Beieren, en dwong in 1330 Jan de Blinde om Noord-Italië op te geven. Roberts hegemonie in Italië werd slechts aangetast door de constante dreiging van het Aragonese Sicilië.

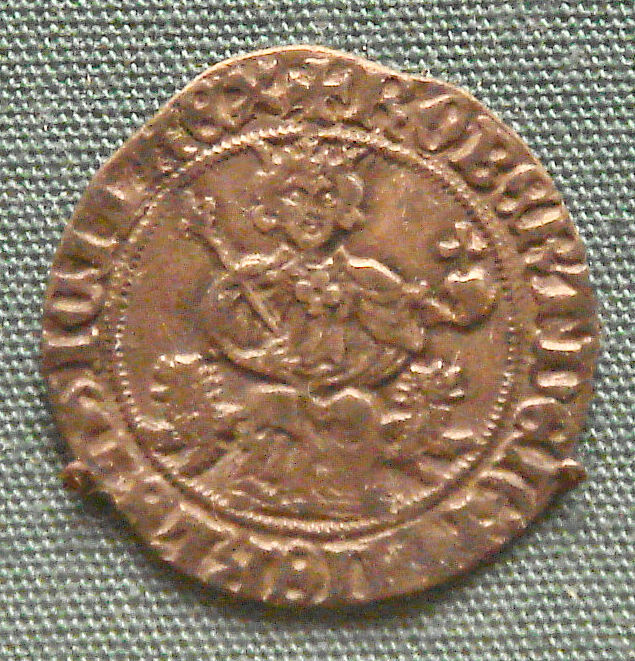
Zilveren gigliato van Robert I van Anjou, koning van Napels (1309-1343).

Toen in 1336 de opvolging in het markgraafschap Saluzzo werd betwist tussen Manfred V en zijn neef Thomas II, kwam Robert ten voordele van Manfred tussenbeide, want Thomas was getrouwd met iemand uit de Ghibellijnse familie Visconti. Robert trok op tegen Saluzzo en belegerde de stad. Hij slaagde erin deze in te nemen en te plunderen, waarbij de stad in brand werd gestoken en Thomas gevangen werd gezet, waarna deze losgeld moest betalen voor zijn vrijheid. Dit dramatische incident werd door Silvio Pellico neergepend. Toen zijn onderkoning Reforza d'Angoult echter werd verslagen in de Slag bij Gamenario (22 april 1345), begon de macht van het huis Anjou-Sicilië in Piëmont af te brokkelen. Robert vestigde samen met zijn tweede vrouw, Sancha van Majorca, zijn hof te Napels dat uitgroeide tot een centrum van de cultuur van de vroege renaissance en afwijkende religieuze meningen, zo steunden ze onder andere de Joachimietische profetieën van de Spiritualen.
Toen Robert in 1343 overleed, werd hij door zijn 16-jarige kleindochter, Johanna I van Napels, opgevolgd, aangezien zijn zoon Karel reeds in 1328 was overleden. Johanna was al verloofd met haar neef, de 15-jarige Andreas van Hongarije, de zoon van de koning van Hongarije, Karel I Robert. Robert sloot in zijn testament uitdrukkelijk de mogelijke aanspraken van Andreas van Hongarije op de kroon uit en maakte duidelijk dat hij slechts prins van Salerno werd en specificeerde dat Johanna sui iuris zou regeren en zou worden opgevolgd door haar wettige nakomelingen. Wanneer ze zou zonder erfgenaam zou sterven, zouden haar jongere zus, Maria, de nieuw benoemde hertogin van Calabrië, en haar wettige nakomelingen de troon erven. Er is geen enkele vermelding in het testament dat stelt dat Andreas tot koning zou worden gekroond: deze historiografische traditie lijkt grotendeels het resultaat te zijn van het feit dat latere historici zonder verder onderzoek de beweringen van de Hongaarse koninklijke propaganda accepteerden die volgde op de moord op Andreas in Aversa in 1345. Deze propaganda, de Hongaarse aanvallen op Johanna na de moord op Andreas en de invasie in het koninkrijk door Lodewijk I van Hongarije zou uiteindelijk tot het einde van koninkrijk Napels onder het huis Anjou leiden.

## Nalatenschap
Koning Robert kreeg de bijnaam "vredestichter van Italië" omwille van de jaren dat hij significante veranderingen doorvoerde in Napels. De economie van zowel de stad als het land lag in de handen van Toscaanse handelaars, die prachtige gebouwen, monumenten en standbeelden lieten optrekken, hetgeen het uitzicht van de hoofdstad van zijn koninkrijk drastisch deed veranderen van een groezelige zeehaven in een stad vermaard om haar elegantie en middeleeuwse pracht. Robert gaf aan Tino di Camaino de opdracht een graftombe te maken voor zijn zoon, die hem had moeten opvolgen, en Giotto schilderde verscheidene werken voor hem. De Universiteit van Napels bloeide onder de begunstiging van deze koning die door Dante werd weggezet als een re di sermone, "koning van woorden" en trok studenten van over heel Italië aan om er te komen studeren. Er was haast geen middenklasse in het zuiden om een tegenwicht te vormen voor de lokale interesses en centrumzoekende macht van de argwanende aristocratie, die de feodale onafhankelijkheid wensten te behouden die ze hadden verkregen van de Normandische voorgangers van het huis Anjou-Sicilië.
Hij werd door Francesco Petrarca en Giovanni Boccaccio – die aan het begin van zijn carrière als kamerheer diende aan het hof van Robert – herinnerd als een gecultiveerd man en een genereus patroon van de kunsten, "uniek onder de koningen van onze tijd," beweerde Boccaccio na Roberts dood, "een vriend van kennis en deugd." Petrarca vroeg te worden ondervraagd door Robert vooraleer hij tot dichter werd gekroond in de Campidoglio in Rome (1341); zijn Latijns epos Africa is opgedragen aan Robert, hoewel het tot in 1397 niet voor lezers beschikbaar was, lang nadat zowel Petrarca als Robert waren overleden.

## Familie
Bij zijn eerste echtgenote, Jolanda, dochter van koning Peter III van Aragón, had Robert twee zonen:
- Karel (1298-1328), hertog van Calabrië (1309), onderkoning van Napels (1318), gehuwd met Maria van Valois. Zij waren de ouders van de latere koningin Johanna I van Napels.
- Lodewijk (1301–1310)

Roberts tweede huwelijk met Sancia, dochter van koning Jacobus II van Majorca, bleef kinderloos. Hij had evenwel de volgende buitenechtelijke kinderen:
- Maria d'Aquino (Boccaccio's Fiammetta)
- Helene, die verliefd werd op en trouwde met Andrea I Thopia, heer van Matija, zonder haar vaders instemming. Helene was voorbestemd om te trouwen met (vermoedelijk) Filips, zoon van Boudewijn II, toen dit voorviel. Thopia's embleem bevatte drie lelies gescheiden door een stippellijn, hetgeen lijkt te wijzen op een onwettige afkomst. Andrea en Helene hadden samen drie kinderen: Karel (vernoemd naar zijn beroemde overgrootvader), George en Helena.

De laatste wettelijke afstammelinge was koningin Johanna II van Napels.

## Voorouders
| Voorouders van Robert van Anjou | Voorouders van Robert van Anjou                                                | Voorouders van Robert van Anjou                                                | Voorouders van Robert van Anjou                                                 | Voorouders van Robert van Anjou                                                 | Voorouders van Robert van Anjou                                                | Voorouders van Robert van Anjou                                                | Voorouders van Robert van Anjou                                                | Voorouders van Robert van Anjou                                                |
| ------------------------------- | ------------------------------------------------------------------------------ | ------------------------------------------------------------------------------ | ------------------------------------------------------------------------------- | ------------------------------------------------------------------------------- | ------------------------------------------------------------------------------ | ------------------------------------------------------------------------------ | ------------------------------------------------------------------------------ | ------------------------------------------------------------------------------ |
| Overgrootouders                 | Lodewijk VIII van Frankrijk (1187-1226) ∞ 1200 Blanca van Castilië (1188-1252) | Lodewijk VIII van Frankrijk (1187-1226) ∞ 1200 Blanca van Castilië (1188-1252) | Raymond Berengarius V van Provence (1198-1245) ∞ Beatrix van Savoye (1205-1266) | Raymond Berengarius V van Provence (1198-1245) ∞ Beatrix van Savoye (1205-1266) | Béla IV van Hongarije (1206-1270) ∞ Maria Laskarina (1206-1270)                | Béla IV van Hongarije (1206-1270) ∞ Maria Laskarina (1206-1270)                | ? (-} ∞ 1253 ? (-)                                                             | ? (-} ∞ 1253 ? (-)                                                             |
| Grootouders                     | Karel van Anjou (1226-1285) ∞ 1246 Beatrix van Provence (1234-1267)            | Karel van Anjou (1226-1285) ∞ 1246 Beatrix van Provence (1234-1267)            | Karel van Anjou (1226-1285) ∞ 1246 Beatrix van Provence (1234-1267)             | Karel van Anjou (1226-1285) ∞ 1246 Beatrix van Provence (1234-1267)             | Stefanus V van Hongarije (1240-1272) ∞ 1253 Elisabeth van Koemanië (1240-1290) | Stefanus V van Hongarije (1240-1272) ∞ 1253 Elisabeth van Koemanië (1240-1290) | Stefanus V van Hongarije (1240-1272) ∞ 1253 Elisabeth van Koemanië (1240-1290) | Stefanus V van Hongarije (1240-1272) ∞ 1253 Elisabeth van Koemanië (1240-1290) |
| Ouders                          | Karel II van Napels (1254-1309) ∞ 1270 Maria van Hongarije (1257-1323)         | Karel II van Napels (1254-1309) ∞ 1270 Maria van Hongarije (1257-1323)         | Karel II van Napels (1254-1309) ∞ 1270 Maria van Hongarije (1257-1323)          | Karel II van Napels (1254-1309) ∞ 1270 Maria van Hongarije (1257-1323)          | Karel II van Napels (1254-1309) ∞ 1270 Maria van Hongarije (1257-1323)         | Karel II van Napels (1254-1309) ∞ 1270 Maria van Hongarije (1257-1323)         | Karel II van Napels (1254-1309) ∞ 1270 Maria van Hongarije (1257-1323)         | Karel II van Napels (1254-1309) ∞ 1270 Maria van Hongarije (1257-1323)         |